# Indrek Tarand
Indrek Tarand (født 3. februar 1964) er siden 2009 estisk medlem af Europa-Parlamentet, valgt som uafhængig (indgår i parlamentsgruppen G-EFA).